# Lisowice (Silésie)
Pour les articles homonymes, voir Lisowice.
Lisowice est une localité polonaise de la gmina de Pawonków, située dans le powiat de Lubliniec en voïvodie de Silésie.